# 아드리아 (이탈리아)

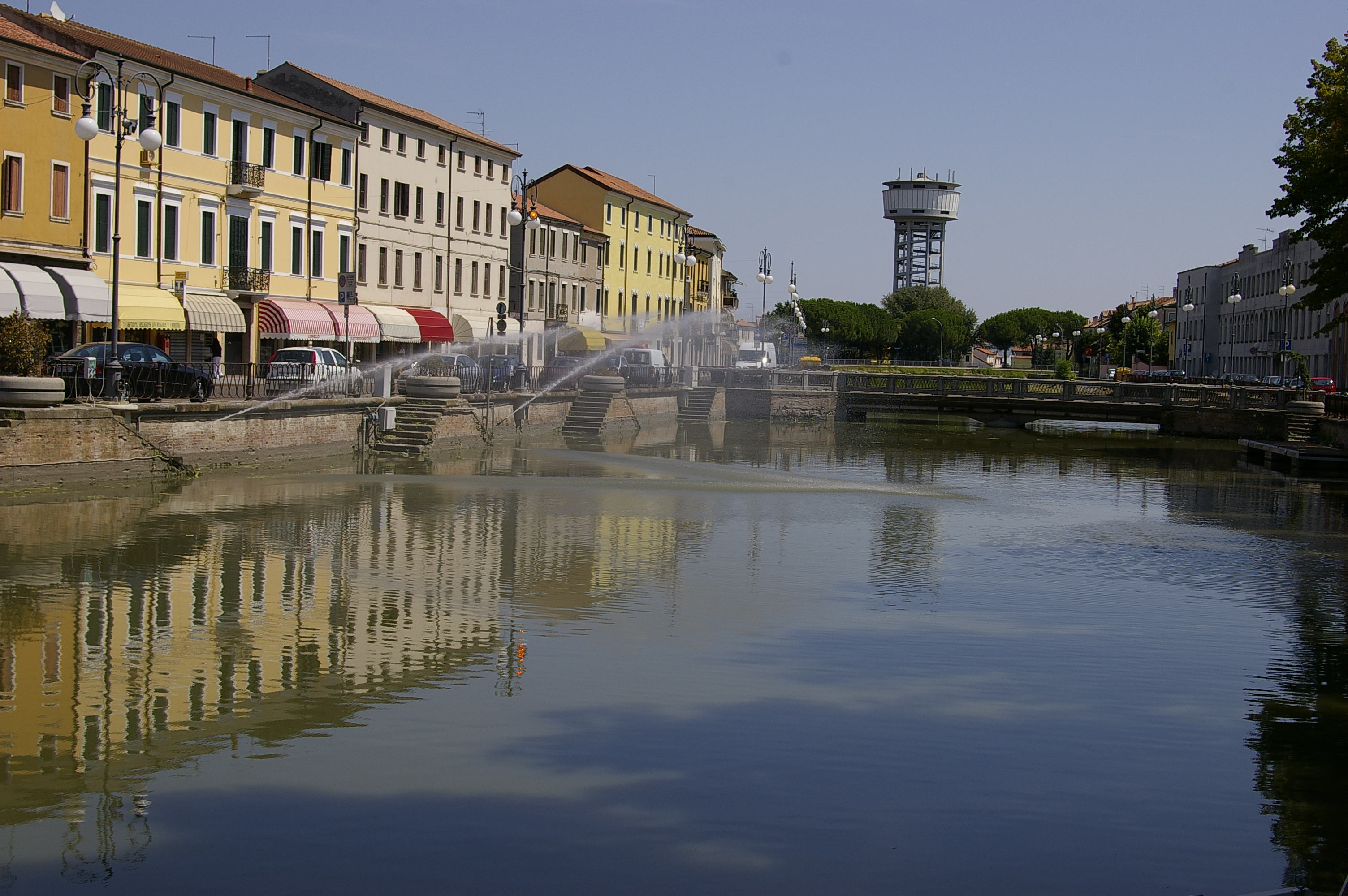

아드리아(Adria)는 이탈리아 북부 지역 베네토주 로비고도의 마을이자 코무네이다. 아디제강과 포강의 강구 사이에 위치해 있다. '아드리아'라는 지명은 통로로 연결된 아드리아해에서 기원한 것으로 보고 있다.

## 자매 도시
- 프랑스 에르몽
- 독일 람페르트하임
- 벨기에 말데젬
- 크로아티아 로빈